# Lina Romay
Rosa María Almirall Martínez, más conocida como Lina Romay (Barcelona, 25 de junio de 1954 - Málaga, 15 de febrero de 2012), fue una actriz, directora y montadora de cine española, de presencia constante en la filmografía de Jesús Franco desde 1972. Se la considera una de las más genuinas representantes de las Scream Queens en el cine español.

## Trayectoria profesional
La carrera de la Lina Romay barcelonesa floreció en el cine de exploitation en la que interpretó repetidamente a sangrientas aristócratas que acechaban los poblados góticos europeos en busca de sangre de vírgenes. Paulatinamente su rostro se fue haciendo más popular, más en el exterior que en España, en producciones de fantaterror a lo largo de los años 70.
Tras la disolución de la censura cinematográfica de España interpretó papeles de corte erótico primero en el denominado Cine S y ya en los años 80, junto a Jesús Franco, en las primeras producciones de cine pornográfico español en los años 80.

“Su filmografía como actriz, casi siempre al lado de Jesús, deambuló por todos los terrenos, incluso aquellos más peliagudos, como el porno del que había sido una pionera en este país de pacatos. Nunca se escondió de sus incursiones X, como sí harían otros (y otras) con los que compartió set y sexo. A ella no le gustaba verse en pantalla, o al menos eso me dijo en una ocasión, pese a que no tuvo nunca reparos en hacer lo que Jesús Franco le pedía.”
José Manuel Serrano Cueto, sobre Lina Romay (Revista Fotogramas, 2012) 

En su última etapa seguía vinculada a ambos géneros pero, además de la interpretación, también comenzó otras actividades cinematográficas como guionista, editora de cine e incluso directora.

"(La actriz) Más representativa es mi mujer Lina Romay con la que he hecho más de cien películas, casi todas. Lo que pasa es que de estas películas, hay muchas que ni siquiera son españolas o se han estrenado aquí, y han tenido mucho éxito pero como en España no se han visto".
Jesús Franco, sobre Lina Romay (Diario El País, 2009) 

Musa y pareja del director Jesús Franco, ambos convivían en Málaga, donde se casaron el 23 de abril de 2008. Vivieron juntos hasta que la actriz falleció víctima de cáncer a los 57 años de edad. Su última aparición pública tuvo lugar en la ceremonia de los Premios Goya de 2009 cuando acompañó a Jesús Franco al recibir este el trofeo de honor a toda su carrera. Franco le sobreviviría un año más antes de fallecer.

“Fumaba mucho, se reía mucho, disfrutaba mucho y amaba, respetaba y admiraba mucho a Jesús. En mi libro italiano sobre el director, en el que incluí una breve entrevista a Lina, me confesó que seguía amándole como el primer día. Llevaban muchos años juntos, pero se casaron hace no demasiado tiempo. A sus edades eran unos adelantados... Siempre lo fueron.”
José Manuel Serrano Cueto, sobre Lina Romay (Revista Fotogramas, 2012) 

De entre su filmografía como actriz, integrada por más de 100 películas, destacan títulos como Bahía Blanca, Female Vampires, The Erotic Rites of Frankenstein, La fille de Dracula, Los Ojos Siniestros del Doctor Orloff, La noche de los asesinos, Doriana Dray, Las poseídas del diablo, El sádico de Notre-Dame, El caníbal, La tumba de los muertos vivientes, Sola ante el terror, Sangre en los zapatos, Entre pitos anda el juego, Los crímenes de la casa Usher, La mansión de los muertos vivientes, Los depredadores de la noche, Lust for Frankenstein, Vampire Blues, Vampire Junction, Incubus o El fontanero, su mujer y otras cosas de meter.

## Filmografía
Como Directora
- El tren expreso (cortometraje documental) (como Rosa María Almirall) (1982)
- El huésped de la niebla (cortometraje documental)  (1982)
- Confesiones íntimas de una exhibicionista (como Candy Coster) (1983)
- Una rajita para dos (como Lulú Laverne) (1984)
- Un pito para tres (como Lulú Laverne) (1985)
- Para las nenas, leche calentita (como Candy Coster) (1986)
- El mirón y la exhibicionista (como Lulú Laverne) (1986)
- Entre pitos anda el juego (como Lulú Laverne) (1986)
- Las chuponas (como Lulú Laverne) (1986)
- Las chicas del tanga (como Rosa Almirall) (1987)
- Phollastía (como Betty Carter) (1987)
- Falo Crest (como Lennie Hayden) (1987)

Como Actriz (selección)
- La Maldición de Frankestein (1972)
- Relax Baby (1973)
- Los Ojos Siniestros del Doctor Orloff (1973)
- El último escalofrío (1973)
- El ataque de las vampiras (1973)
- La maldición de Frankenstein (1973)
- Plaisir a trois (1974)
- La noche de los asesinos (1974)
- La Condesa Perversa (1974)
- Las Eróticas Aventuras de Robinson Crusoe (1975)
- El reformatorio de las perdidas (1976)
- Valse para un asesino (1977)
- Cartas de amor de una monja (1978)
- El sádico de Notre-Dame (1979)
- Justine (1979)
- Eugenie de Sade (1980)
- Mondo Cannibale (1980)
- Las chicas de Copacabana (1981)
- Aberraciones sexuales de una mujer casada (1981)
- El fontanero, su mujer y otras cosas de meter (1981)
- La chica de las bragas transparentes (1981)
- Apocalipsis sexual (1982)
- La tumba de los muertos vivientes (1982)
- La mansión de los muertos vivientes (1982)
- Botas negras, látigos de cuero (1983)
- El Hundimiento de la Casa Usher (1983)
- Confesiones íntimas de una exhibicionista (1983)
- Macumba sexual (1983)
- Bahía Blanca (1984)
- El Siniestro Doctor Orloff (1984)
- La sombra del judoka contra el Doctor Wong (1985)
- Bangkok, cita con la muerte (1985)
- El ojete de Lulú (1985)
- Para las nenas, leche calentita (1986)
- Las últimas de Filipinas (1986)
- Phollastía (1987)
- Las chicas del tanga (1987)
- Falo Crest (1987)
- La bahía esmeralda (1989)
- Tender Flesh (1997)
- Doctor Wong (1999)
- Vampire Junction (2001)
- Killer Barbys vs. Drácula (2002)
- Kárate a muerte en Torremolinos (2003)
- Snakewoman (2005)